# 暗黒街の顔役 (1975年の映画)
『暗黒街の顔役』（あんこくがいのかおやく、原題:Lepke）はメナヘム・ゴーラン監督、トニー・カーティス主演の1975年公開のアメリカ映画。

## ストーリー
マーダー・インクのボスとして恐れられたルイス・"レプキ"・バカルターがライバルを倒して裏社会でのし上がった後、側近のエイブ・"キッド・ツイスト"・レルズの裏切りにより電気椅子へ送られるまでの波乱の生涯を描く。

## スタッフ
- 製作：ヨーラン・グローバス
- 監督：メナヘム・ゴーラン
- 脚本：ウェスリー・ロウ, タマー・ホッフス
- 撮影：アンドリュー・デイヴィス
- 音楽：ケニー・ウィンバーグ

## キャスト
| 役名                     | 俳優                     | 日本語吹替 |
| ------------------------ | ------------------------ | ---------- |
| ルイス･バカルター        | トニー・カーティス       | 広川太一郎 |
| バーニース・メイヤー     | アンジャネット・カマー   | 武藤礼子   |
| ロバート・ケーン         | マイケル・カラン         |            |
| メイヤー氏               | ミルトン・バール         | 上田敏也   |
| ジェイコブ・シャピロ     | ウォーレン・バーリンガー | 堀勝之祐   |
| アルバート・アナスタシア | ジャンニ・ルッソ         |            |
| 少年時代のレプキ         | バリー・ミラー           |            |
| 少年時代のシャピロ       | ケイシー・モーガン       |            |
| 若い頃のケーン           | ジェームズ・D・マロニー  |            |

- 日本語吹替：初回放送1978年3月31日 フジテレビ『ゴールデン洋画劇場』